# سرجس مغزلي
سرجس مغزلي (الاسم العلمي:Sargassum fusiforme) هو نوع من الطلائعيات يتبع جنس السرجس من الفصيلة السرجسية.